# Гейсман, Платон Александрович
Платон Александрович Гейсман (20 февраля (4 марта) 1853 — 27 января 1919, Петроград) — русский военный историк. Генерал от инфантерии (1913).

## Биография
Сын экономиста и полиглота А. Ф. Гейсмана.
После окончания с золотой медалью Кишинёвской гимназии он поступил во 2-е Константиновское военное училище, из которого в 1872 году был выпущен прапорщиком в Санкт-Петербургский лейб-гвардии полк.
В 1876 году участвовал в сербо-черногорско-турецкой войне (был командиром батальона сербской милиции в тимоко-моравской армии генерала М. Г. Черняева) и в русско-турецкой войне 1877—1878 гг.: участвовал в военных действиях под Плевной, в переходе через Балканы и в ряде сражений и стычек отряда генерала Гурко, за отличие в которых был награжден орденом Св. Анны 4-й степени и орденом Св. Станислава 3-й степени с мечом и бантом.
В 1878—1881 годах учился в Николаевской академии генерального штаба, которую окончил по 1-му разряду. Служил в генеральном штабе при войсках и преподавателем тактики в Елисаветградском кавалерийском училище.
В 1892 году за диссертацию: «Параллель между вторжением пруссаков в Богемию в 1757 и в 1866 г. Причины неуспеха австрийцев на богемском театре войны в 1866 г.» получил звание экстраординарного профессора Николаевской академии генерального штаба, а с 1894 до 1907 года был ординарным профессором военной истории в этой академии. В 1900 году был произведён в генерал-майоры, в 1902 году удостоен звания заслуженного профессора.
В 1907 году был произведён в генерал-лейтенанты и назначен начальником 44-й пехотной дивизии, а 31.03.1911 — командиром 16-го армейского корпуса.
С 14.04.1913 — генерал от инфантерии и с января 1915 года был главным начальником Казанского военного округа.
После Октябрьской революции остался в Петрограде, преподавал в Петербургском университете — приват-доцент Петроградского университета; также работал в Едином государственном архивном фонде — сотрудник 3-й секции.
Умер 27 января 1919 года в Петрограде.
П. А. Гейсман является одним из авторов Русского биографического словаря Половцева.